# Yves de la Casinière
Yves Chiron de la Casinière (* 11. Februar 1897 in Angers, Pays de la Loire; † 26. Oktober 1971 in Paris) war ein französischer Komponist und Musikpädagoge.

## Leben
De la Casinière studierte bei Nadia Boulanger an der École normale de musique sowie bei Max d’Ollone und Georges Caussade am Conservatoire de Paris. 1925 gewann er mit der Kantate La mort d’Adonis den Ersten Second Grand Prix de Rome. Er wirkte als Generalinspektor der Stadt Paris für den Musikunterricht.
Neben seinen Kompositionen, darunter sinfonische Werke, Instrumentalkonzerte und Kammermusik, verfasste de la Casinière mehrere musikpädagogische Schriften.

## Werke
- Symphonie pour piano et orchestre, 1922
- Béatrix, Kantate, 1923
- Les Amants de Vérone, Kantate, 1924
- Sonatine für Klavier und Violoncello, 1924
- La mort d’Adonis, Kantate, 1925
- Persée et Andromède, sinfonische Dichtung
- Hercule et les Centaures, sinfonische Dichtung
- Sonatine für Klavier und Violine, UA durch Andrée Berty und Constance Maurelet 1941
- Quatuor avec piano, 1942
- Trio avec piano, 1944
- 7 Petites pièces très faciles pour clarinette mit Klavierbegleitung, 1956
- Berceuse für Oboe und Klavier, 1957
- Thème varié für Posaune und Klavier, 1958
- Concerto für Orgel und Orchester, 1958
- Études pour piano
- Le Cheval, Lied
- Au clair de lune, Lied (Sénart).

## Filmografie
- 1926: Nichts als die Zeit (Rien que les heures)
- 1927: La p’tite Lili

## Schriften
- La lecture musicale, sieben Teile, 1955–58
- Initiation à la lecture et à la dictée de la musique, 1958
- 25 minutes de travail pianistique journalier au moyen du nouveau déliateur, de la progression et du disque, 1958
- La technique du clavier par l’image, méthode de piano